# Rudolf Jacobi
Rudolf Jacobi (* 11. Dezember 1889 in Mühlhausen; † 21. Dezember 1972 in München) war ein deutscher Maler, der 1933 aus politischen Gründen in die USA emigrierte.

## Leben und Werk
Jacobi machte ab 1903 eine Lehre in einer Werkstatt für Theatermalerei und arbeitete bis 1907 als Theatermaler. Von 1907 bis 1914 studierte er an der Kunstakademie Berlin, wo er Meisterschüler von Friedrich Kallmorgen wurde. Schon als Student nahm er an Ausstellungen teil, u. a. 1911 an der Großen Berliner Kunstausstellung. Nach dem Studium arbeitete Jacobi in Berlin als freischaffender Maler. Von 1914 bis 1918 nahm er als Soldat einer Fliegerabteilung am Ersten Weltkrieg teil. Im Sommer 1915 hielt er sich zu Studien auf Rügen und von 1919 bis 1921 an der pommerschen und schleswigschen Künste auf.
1923 heiratete er in Berlin die Malerin Anna Ottilie Krigar-Menzel, genannt Annot, mit der er bis 1926 in Positano und dann in Paris lebte, wo er sich von den Werken Maurice de Vlamincks inspirieren ließ. 1925 wurde die Tochter Stella Diana und 1929 der Sohn Frank-Arne geboren. 1928 kehre das Paar nach Berlin zurück und eröffnete die Malschule ‚Annot’. Jacobi ist im Adressbuch 1933 im Haus Lützowplatz 23, Annot in der Eislebener Straße 15 vermerkt. Dort könnte sich die Malschule befunden haben. Jacobi war Mitglied der Berliner Secession. Er gehörte zu den wichtigsten zeitgenössischen Malern Berlins und wurde mit den bedeutendsten Künstlern ausgestellt, so 1928 in der Galerie Zickel Theodor Stoperan & Co. u. a. mit Lovis Corinth, Max Liebermann, Max Pechstein, Max Slevogt, Wilhelm Trübner und Fritz von Uhde. Die Berliner Nationalgalerie, die Stadt Berlin und das Preußische Innenministeriums erwarben Arbeiten Jacobis.
Als Jacobi und seine Frau sich nach der Machtergreifung weigerten, jüdische Schülerinnen von ihrer Malschule zu verweisen, veranlassten die Nazis 1933 die Schließung der Schule. Annot emigrierte 1933 in die USA. Jacobi folgte ihr kurz vor Weihnachten 1933 mit den Kindern und ihrem Kindermädchen über Dänemark, wo sie bei Karin Michaëlis unterkamen. Das Paar ließ sich in New York nieder und gründete 1934 im Rockefeller Center die „Annot Art School“, eine Kunstschule, an der 1935 auch Rudolf Belling vorübergehend unterrichtete. In den USA waren Jacobi und Annot mit George Grosz befreundet. Jacobi konnte sich als Maler etablieren, wodurch er auch in der Lage war, sein Gloucester House als Altersheim für Maler zu stiften. Jacobi hatte zwischen 1942 und 1944 mehrere Einzelausstellungen u. a. in der Passedoit Gallery. US-amerikanische Museen erwarben Bilder Jacobis, darunter das Metropolitan Museum of Art. 1940 mussten die Kunstschule wegen finanzieller Schwierigkeiten schließen.
1937 wurden in der Nazi-Aktion „Entartete Kunst“ aus der Sammlung der Nationalgalerie Berlin im Kronprinzenpalais drei Aquarelle Jacobis beschlagnahmt. Sie gingen 1940 zur „Verwertung“ auf dem Kunstmarkt an den Kunsthändler Bernhard A. Böhmer. Ihr Verbleib ist ungeklärt.
1967 kam Jacobi mit Annot zurück nach Deutschland, wo er bis zu seinem Ableben in München als freischaffender Künstler arbeitete.
Bilder Jacobis befinden sich u. a. in der Nationalgalerie Berlin, der Berlinischen Galerie und im Museum Kunst der Verlorenen Generation Salzburg.

## Werke

### 1937 als „entartet“ aus der Sammlung der Nationalgalerie Berlin im Kronprinzenpalais beschlagnahmte Aquarelle
- Meeresbucht (46,5 × 61 cm, 1925)
- Blaue Barken (47,1 × 60,7 cm, 1926)
- Straße (48,3 × 65 cm, 1927)

### Weitere Werke (Auswahl)

#### Tafelbilder
- Glockenblumen und Iris (Öl, 84 × 62 cm, 1920; Museum Kunst der Verlorenen Generation, Salzburg)[4]
- Porträt Annot Jacobi (Öl, 100 × 80 cm, 1923; Museum Kunst der Verlorenen Generation, Salzburg)[4]
- Weiblicher Akt vor dem Bade (Öl, 100 × 80,5 cm, 1927; Museum Kunst der Verlorenen Generation, Salzburg)[4]
- Ziehbrücke (Öl, 60 × 73 cm, 1928)[5]
- Landschaft mit Häusern (Öl, 80 × 100 cm, 1920; Nationalgalerie Berlin)[6]
- Hafen in Tréboul (Öl, 40 × 64 cm, vor 1931)[7]

#### Aquarelle
- Berghütte (Öl, 48,5 × 61,5 cm, 1914)[8]
- Frühling in Fontenay (48 × 68 cm, vor 1931)[9]
- Straße in Meudon (48 × 63 cm, vor 1931)
- Hafen, Gloucester (61,1 × 65,1 cm, 1938; Metropolitan Museum of Art, New York)[10]

## Ausstellungen (unvollständig)

### Einzelausstellungen
- 1924: Berlin, Graphisches Kabinett J. b. Neumann - Karl Nierendorf (Gemälde, Aquarelle, Zeichnungen; erste größere Ausstellung in Berl-in)
- 1925: Berlin, Galerie Fritz Gurlitt (Bilder aus Italien)[11]
- 1928: Berlin, Galerie Nierendorf (Bilder aus Frankreich; mit Annot)[12]

#### Postum
- 1978: Köln, Galerie von Abercron (mit Annot)

### Ausstellungsbeteiligungen
- 1912: München, Königlicher Glaspalast, Münchner Jahresausstellung
- 1915: Berlin, Königliche Akademie der Künste, Große Berliner Kunstausstellung
- 1925: Berlin, Juryfreie Kunstschau
- 1926: Berlin, Herbstausstellung der Berliner Secession
- 1931: Berlin, Preußische Akademie der Künste, Herbstausstellung
- 1932: Berlin, Ausstellung  der Deutschen Kunstgemeinschaft